# Дин Сюэсян
Дин Сюэся́н (кит. упр. 丁薛祥, пиньинь Dīng Xuēxiáng; род. в сентябре 1962 года, Наньтун, пров. Цзянсу) — китайский политический деятель, первый по рангу вице-премьер Госсовета КНР (с 2023 года), член постоянного комитета Политбюро ЦК КПК (с 2022 года). Член Политбюро ЦК КПК и заведующий Канцелярией ЦК КПК — в обеих должностях с 2017 года.
Перед чем член Секретариата ЦК КПК (2017—2022), заместитель заведующего Канцелярией ЦК КПК с 2013 года и кандидат в члены ЦК КПК с 2012 года. Указывается давним политическим и ныне близким помощником Си Цзиньпина.
Член Компартии Китая с октября 1984 года, кандидат в члены ЦК КПК 18-го созыва, член Секретариата ЦК КПК и Политбюро ЦК КПК 19-го созыва, член посткома Политбюро ЦК КПК 20-го созыва. Примечательно, что он был избран кандидатом в члены ЦК партии 18-го созыва, в 2012 году, не являвшись делегатом соответствующего XVIII съезда КПК.

## Биография
По национальности ханец.
В 1978—1982 гг. обучался в Университете Яньшань по технической специальности.
Также впоследствии окончил управленческий факультет Фуданьского университета как магистр, занимался там для этого в 1989—1994 гг.
Трудовую деятельность начал в августе 1982 года. В 1982—1984 гг. научный работник Шанхайского НИИ материалов, где затем прошёл путь до директора (1996—1999, заместитель с 1994). В 1999—2001 гг. замдиректора Шанхайской научно-технологической комиссии. В 2001—2004 гг. возглавлял шанхайский район Чжабэй. В 2004—2013 гг. на различных должностях в Шанхайском горкоме КПК, член его посткома с 2007 года. Как отмечают, к марту 2007 года восходит его связь с Си Цзиньпином, который возглавил тогда Шанхайский горком партии. С 2013 года заместитель, с 2017 года начальник Канцелярии ЦК КПК. Его назначение в Секретариат ЦК и Политбюро 19-го созыва было ожидаемым.
В октябре 2018 года Дин Сюэсян провёл переговоры с руководителем Администрации президента РФ Антоном Вайно.
Предполагали, что он может сменить Ван Хунина в посткоме Политбюро ЦК КПК 20-го созыва. В отчете Asia Society перед 20-м съездом партии Дин указывался как «фактически начальник штаба Си, также отвечающий за его личную безопасность, что означает, что он входит в круг самых доверенных лиц Си».
Заместитель ответсекретаря XX съезда КПК Ван Хунина (октябрь 2022 года). За чем избран членом посткома Политбюро ЦК КПК 20-го созыва; считалось, что предстоящей весною он станет первым вице-премьером правительства Китая.
12 марта 2023 года на 5-м пленарном заседании 1-й сессии Всекитайского собрания народных представителей 14-го созыва утверждён в должности первого по рангу вице-премьера Государственного совета КНР в кабинете премьера Ли Цяна.